# 1881 en Ontario
Chronologie de l'Ontario
- 1877
- 1878
- 1879
- 1880
- 1881
- 1882
- 1883
- 1884
- 1885

Cette page concerne des événements d'actualité qui se sont produits durant l'année 1881 dans la province canadienne de l'Ontario.

## Politique
- Premier ministre: Oliver Mowat (Parti libéral)
- Chef de l'Opposition: William Ralph Meredith (Parti conservateur)
- Lieutenant-gouverneur: John Beverley Robinson (en)
- Législature: 4e (en)

## Événements

### Janvier
- 17 janvier : ouverture du Pont Interprovincial (aujourd'hui Pont Alexandra) reliant d'Ottawa à Hull, une ville de la province de Québec.
- 21 janvier : le député libéral-conservateur de Northumberland-Est Joseph Keeler (en) est mort en fonction à Ottawa à l'âge de 56 ans.

### Février
- 27 février : le député conservateur provincial de Prescott William Harkin (en) est mort en fonction à l'âge de 49 ou 50 ans.

### Mars
- 25 mars : le libéral indépendant (en) Darius Crouter (en) est élu sans opposition député fédéral de Northumberland-Est à la suite de la mort du libéral-conservateur Joseph Keeler (en) le 21 janvier dernier.

### Avril
- 14 avril : le libéral Albert Hagar (en) est élu député provincial de Prescott à la suite de la mort du conservateur William Harkin (en) le 27 février dernier.

### Mai
- 5 mai : le député conservateur provincial de Durham-Est (en) John Rosevear (en) est mort en fonction.
- 24 mai : un bateau à vapeur de la rivière de "Victoria" a été coulé sur la rivière Thames près de London faisant 182 personnes morts à cette tragédie.

### Juin
- 4 juin : le conservateur Frank Madill (en) est élu député provincial de l'Ontario-Nord à la suite de la démission du libéral Thomas Paxton (en).
- 27 juin : le conservateur Elias Weber Bingeman Snider (en) est élu député provincial de l'Waterloo-Nord à la suite de la démission du même parti Moses Springer.
- 29 juin : le conservateur Charles Herbert Brereton (en) est élu député provincial de Durham-Est (en) à la suite de la mort du même parti John Rosevear (en) le 5 mai dernier.

### Juillet
- Juillet : le député conservateur provincial de Peterborough-Ouest William Hepburn Scott (en) est mort en fonction à Orangeville à l'âge de 43 ans.

### Août
- 24 août : le conservateur Robert Kincaid (en) est élu sans opposition député provincial de Peterborough-Ouest à la suite de la mort du même parti William Hepburn Scott (en) en juillet dernier.

### Décembre
- 19 décembre : le conservateur George Guillet (en) est élu député fédéral de Northumberland-Ouest à la suite de la démission du même parti James Cockburn.
- 31 décembre : le député libéral-conservateur de Simcoe-Sud William Carruthers Little (en) est mort en fonction à Allandale à l'âge de 61 ans.

## Naissances
- 17 juin : Tommy Burns, boxeur († 10 mai 1955).
- 23 octobre : Al Christie, réalisateur, producteur et scénariste († 14 avril 1951).
- 19 novembre : Robert James Manion, chef du Parti conservateur du Canada (1938-1940) et député fédéral de Fort-William et Rainy-River (1917-1925), Fort-William (1925-1935) et London (1938-1940) († 2 juillet 1943).

## Décès
- 21 janvier : Joseph Keeler (en), député fédéral de Northumberland-Est (1867-1874, 1879-1881) (° 24 mai 1824).
- 27 février : William Harkin (en), député provincial de Prescott (1875-1881) (° 1831).
- 5 mai : John Rosevear (en), député provincial de Durham-Est (en) (1875-1881).
- Juillet : William Hepburn Scott (en), député provincial de Peterborough-Ouest (1874-1881) (° 5 novembre 1837).
- 31 décembre : William Carruthers Little (en), député fédéral de Simcoe-Sud (1867-1881) (° 1820).